# U-2346
| U-2346                     | U-2346                  | U-2346                  |
| -------------------------- | ----------------------- | ----------------------- |
|                            |                         |                         |
|                            |                         |                         |
|                            |                         |                         |
| Під прапором               | Третій рейх             | Третій рейх             |
| Спуск на воду              | 31 жовтня 1944 року     | 31 жовтня 1944 року     |
| Виведений зі складу флоту  | 5 травня 1945 року      | 5 травня 1945 року      |
| Сучасний статус            | затоплений              | затоплений              |
| Проєкт                     |                         |                         |
| Тип ПЧ                     | Торпедний ДПЧ           | Торпедний ДПЧ           |
| Основні характеристики     |                         |                         |
| Швидкість (надводна)       | 9,7 вузла               | 9,7 вузла               |
| Швидкість (підводна)       | 12,5 вузла              | 12,5 вузла              |
| Робоча глибина занурення   | 80 м                    | 80 м                    |
| Гранична глибина занурення | 180 м                   | 180 м                   |
| Екіпаж                     | 14-18 осіб              | 14-18 осіб              |
| Розміри                    |                         |                         |
| Довжина найбільша (по КВЛ) | 34,7 м                  | 34,7 м                  |
| Ширина корпусу найб.       | 3 м                     | 3 м                     |
| Висота                     | 7,7 м                   | 7,7 м                   |
| Середня осадка (по КВЛ)    | 3,7 м                   | 3,7 м                   |
| Водотоннажність надводна   | 258 т                   | 258 т                   |
| Озброєння                  |                         |                         |
| Торпедно- мінне озброєння  | 2 носових ТА. 2 торпеди | 2 носових ТА. 2 торпеди |

U-2346 — німецький підводний човен типу XXIII часів Другої світової війни.
Замовлення на будівництво човна було віддане 20 вересня 1943 року. Човен був закладений на верфі суднобудівної компанії «Deutsche Werft AG» у місті Гамбург 14 вересня 1944 року під заводським номером 500, спущений на воду 31 жовтня 1944 року, 20 листопада 1944 року увійшов до складу 32-ї флотилії. Також за час служби входив до складу 4-ї флотилії. Єдиним командиром підводного човна був оберлейтенант-цур-зее Герман фон дер Гег.
Човен не виконав жодного бойового походу.
Затоплений власним екіпажем 5 травня 1945 року у Гелтінзькій затоці. Здано на злам.